# Chiva, Vayots Dzor
Chiva là một đô thị thuộc tỉnh Vayots Dzor, Armenia. Dân số ước tính năm 2011 là 1027 người.